# あゆみ製薬
あゆみ製薬株式会社（あゆみせいやく）は、2015年1月に設立された、日本のジェネリック医薬品を中心とする製薬会社である。本社は東京都中央区に所在する。
現在はアメリカの投資ファンドであるブラックストーンを主体に、東邦ホールディングスや久光製薬も出資するあゆみ製薬ホールディングス（3代目法人）の子会社である。

## 概要
日本初となるリウマチと整形外科領域に特化した製薬会社で、ジェネリック医薬品やバイオシミラーが主力品である。参天製薬から抗リウマチ薬事業を、昭和薬品化工（現・ジーシー昭和薬品）から医薬品事業をそれぞれ承継している。

## 沿革
- 2015年（平成27年）
  - 1月16日 - ヒュペリオンファーマ株式会社を設立。
  - 6月2日 - あゆみ製薬株式会社（初代）に商号変更。
  - 8月3日 - 参天製薬の抗リウマチ薬事業を承継し、営業開始。
  - 12月11日 - 参天製薬からタクロリムス錠の製造販売承認を承継。
  - 12月28日 - 昭和薬品化工（現・ジーシー昭和薬品）の医薬品事業を承継・統合し、併せて、同社の主力製品であった「カロナール」の製造販売承認も承継。
- 2016年（平成28年）
  - 3月1日 - 日本製薬工業協会へ入会。
  - 12月9日 - ラロキシフェン塩酸塩錠60mg「SN」の販売を開始。当社で初となる骨粗鬆症治療薬となる。
- 2017年（平成29年）
  - 3月1日 - マルホから関節機能改善剤「ヒアロス関節注25mg」の製造販売承認を承継。
  - 11月29日 - インフリキシマブBS点滴静注用100mg「あゆみ」の販売を開始。当社で初となるバイオ製剤（生物学的製剤）であり、バイオ医薬品の後続品であるバイオシミラーでもある。
- 2018年（平成30年）
  - 5月30日 - エタネルセプトBS「MA」の販売を開始。日本国内で初となるエタネルセプトのバイオシミラーとなる。
  - 6月20日 - ミノドロン酸錠1mg・50mg「あゆみ」の販売を開始。
- 2019年（平成31年/令和元年）
  - 4月26日 - 株式譲渡による異動に伴い、主要株主がユニゾン・キャピタルからブラックストーンへ移行される[2]。
  - 10月1日 - 株式会社AYM A-Co（エーワイエムエーコー）があゆみ製薬（初代）を吸収合併[3]。存続会社となったAYM A-Coがあゆみ製薬株式会社（2代目）に商号変更する[4]（逆さ合併による統合）。
- 2021年（令和3年）
  - 4月1日 - 経営管理事業を、同年1月に設立されたあゆみ製薬ホールディングス株式会社（2代目）へ吸収分割により承継[5]。
  - 11月25日 - アダリムマブBS「MA」の販売を開始。日本国内で初となるアダリムマブのバイオシミラーとなる。
- 2022年（令和4年）4月1日 - 逆さ合併によりあゆみ製薬ホールディングスを吸収合併してAYM HD株式会社（旧・あゆみ製薬ホールディングス（初代））から商号変更されたあゆみ製薬ホールディングス株式会社（3代目）が当社の親会社となる。

## 製品一覧
抗リウマチ薬
- アザルフィジンEN錠（サラゾスルファピリジン）- 2019年11月にファイザーから製造販売承認を承継
- イグラチモド錠「あゆみ」
- リマチル錠（ブシラミン）
- メトトレキサート錠「あゆみ」

免疫抑制剤
- タクロリムス錠「あゆみ」 - 継承に伴い、タクロリムス錠「参天」から製品名を変更

生物由来製品
- アダリムマブBS「MA」（製造販売元:持田製薬）
- インフリキシマブBS点滴静注用「あゆみ」
- エタネルセプトBS「MA」（製造販売元:持田製薬）

骨粗鬆症治療剤
- ミノドロン酸錠「あゆみ」
- ラロキシフェン塩酸塩錠「あゆみ」（製造販売元:シオノケミカル）

解熱鎮痛剤
- カロナール（アセトアミノフェン）

アセトアミノフェン中毒解毒剤
- アセチルシステイン内用液「あゆみ」

高尿酸血症治療剤
- アロプリノール錠「あゆみ」

持続性抗ヒスタミン剤
- クレマスチンドライシロップ「あゆみ」

健胃消化剤
- ピーマーゲン配合散

口腔粘膜用剤
- アフタゾロン口腔用軟膏（デキサメタゾン）

眼科検査用試験紙
- フローレス眼検査用試験紙（フルオレセイン）

その他製品
- ゾーンクイック（フェノールレッド糸）
- シルメル試験紙

## 事業所一覧
- 本社 - 東京都中央区銀座四丁目　歌舞伎座タワー19F
- 営業所・支店
  - 札幌営業所 - 北海道札幌市北区北10条西四丁目1-19
  - 東北支店 - 宮城県仙台市青葉区上杉一丁目5-15
  - 関東支店 - 埼玉県さいたま市大宮区吉敷町一丁目89-1
  - 東京支店 - 東京都中央区日本橋室町四丁目2-16
  - 名古屋支店 - 愛知県名古屋市中区丸の内一丁目9-11　第40KTビル4階
  - 関西支店 - 京都府京都市下京区四条烏丸通烏丸東入長刀鉾町20
  - 中国・四国支店 - 広島県広島市中区大手町二丁目8-5　合人社広島大手町ビル7階
  - 九州支店 - 福岡県福岡市博多区博多町二丁目1-1
- 工場・研究所
  - 多摩川工場 - 神奈川県川崎市高津区下野毛三丁目13-1（元・昭和薬品化工多摩川工場）
  - 厚木プラント - 神奈川県厚木市長谷字柳町260-60
  - 瀬戸工場 - 愛知県瀬戸市坂上町411

## 業績の推移
業績の推移は以下の通りである。
|               | 2014年度 | 2015年度 | 2016年度 | 2017年度 | 2018年度 | 2019年度 | 2020年度 | 2021年度 |
| ------------- | -------- | -------- | -------- | -------- | -------- | -------- | -------- | -------- |
| 売上高 [億円] | ー       | 96.6     | 217.0    | 232.4    | 249.6    | 127      | 253.9    | 297.8    |
| 純利益 [億円] | ー       | － 2.9   | 11.0     | 20.9     | 14.9     | － 26    | 6.4      | 4.3      |

※2019年10月1日付で旧あゆみ製薬株式会社（消滅会社）を吸収合併して営業を引き継いでいるため、2019年度には、消滅会社の2019年４月1日～2019年９月30日の業績は含まれていない。

　経営者による業績目標は以下の通りである。2015年、2016年における目標は未達となっている。
| 年月日         | 記事内容                                                   | 発言した経営者             | 参考文献     | 達成状況 |
| -------------- | ---------------------------------------------------------- | -------------------------- | ------------ | -------- |
| 2015年12月28日 | 今後5年間で500億円まで伸ばしたい                           | 大内光（代表取締役社長）   | 日経ビジネス | 未達     |
| 2016年1月29日  | 当初10年後に予定していた売上目標500億円を5年後に前倒しする | 大内光（代表取締役社長）   | 薬事日報     | 未達     |
| 2019年10月21日 | 「売上1000億円目指す」‐5年以内                             | 唐沢清紀（代表取締役社長） | 薬事日報     | -        |

## 不祥事
- 2020年10月22日　カロナール錠300　バラ500錠　自主回収[10]